# London City Airport
London City Airport ligger ca. 10 km øst for London City og 5 km fra byens andet finanscentrum Canary Wharf. Det er byens nyeste lufthavn, som blev åbnet i 1987. Ruter herfra er hovedsagelig med mindre fly beregnet på forretningsrejsende. Fra lufthavnen er der forbindelse til Canary Wharf og det centrale London med Docklands Light Railway, der er forbundet med London Underground.